# 225
| 225                |
| ------------------ |
| Dødsfald - Fødsler |
|                    |

| Gregoriansk kalender | 225 CCXXV               |
| Ab urbe condita      | 978                     |
| Armensk kalender     | I/T                     |
| Kinesiske kalender   | 2921 – 2922 甲辰 – 乙巳 |
| Etiopisk kalender    | 217 – 218               |
| Jødisk kalender      | 3985 – 3986             |
| Hindukalendere       |                         |
| - Vikram Samvat      | 280 – 281               |
| - Shaka Samvat       | 147 – 148               |
| - Kali Yuga          | 3326 – 3327             |
| Iransk kalender      | 397 BP – 396 BP         |
| Islamisk kalender    | 409 BH – 408 BH         |

|  | For flytypen 225, se Antonov An-225. |
Se også 225 (tal)

## Født
- Gordian III, romersk kejser